# Poésie anacréontique
 (juillet 2023).
La poésie anacréontique s'inspire du poète grec Anacréon (seconde moitié du VIe siècle av. J.-C.). Elle peut le faire en deux sens différents : par la métrique utilisée ou par les thèmes abordés.
Plusieurs auteurs grecs, souvent anonymes et parfois très tardifs, se dont adonnés à ce genre, et leurs œuvres ont  connu un grand succès à partir de la Renaissance dans une large partie de l'Europe, écrivains et artistes y puisant leur inspiration. Cependant, ces poèmes étaient alors tous attribués à Anacréon. C'est au XIXe siècle seulement que l'on s'est aperçu qu'ils étaient dus à plusieurs poètes, qui ont été actifs sur au moins un millénaire, et qui furent réunis sous l'appellation « poètes anacréontiques ».  

## Forme et fonds
L'adjectif « anacréontique » désigne les poèmes « qui pour le fond, la forme ou le goût s'apparente[nt] aux odes d'Anacréon ».

### Métrique
Dans la métrique de la poésie grecque de l'Antiquité, les « vers anacréontiques » sont ceux qui ont été utilisés à l'origine par Anacréon. Les plus fréquents sont le « dimètre iambique catalectique » [υ – υ –|υ – –]; et le « dimètre ionique avec anaclase » [υ υ – υ|– υ – –].
Il y a donc une première définition formelle de l'expression « poème anacréontique » qui renvoie aux poèmes utilisant ces vers, et qui ne développent pas forcément la thématique évoquée ci-dessous.

### Thèmes

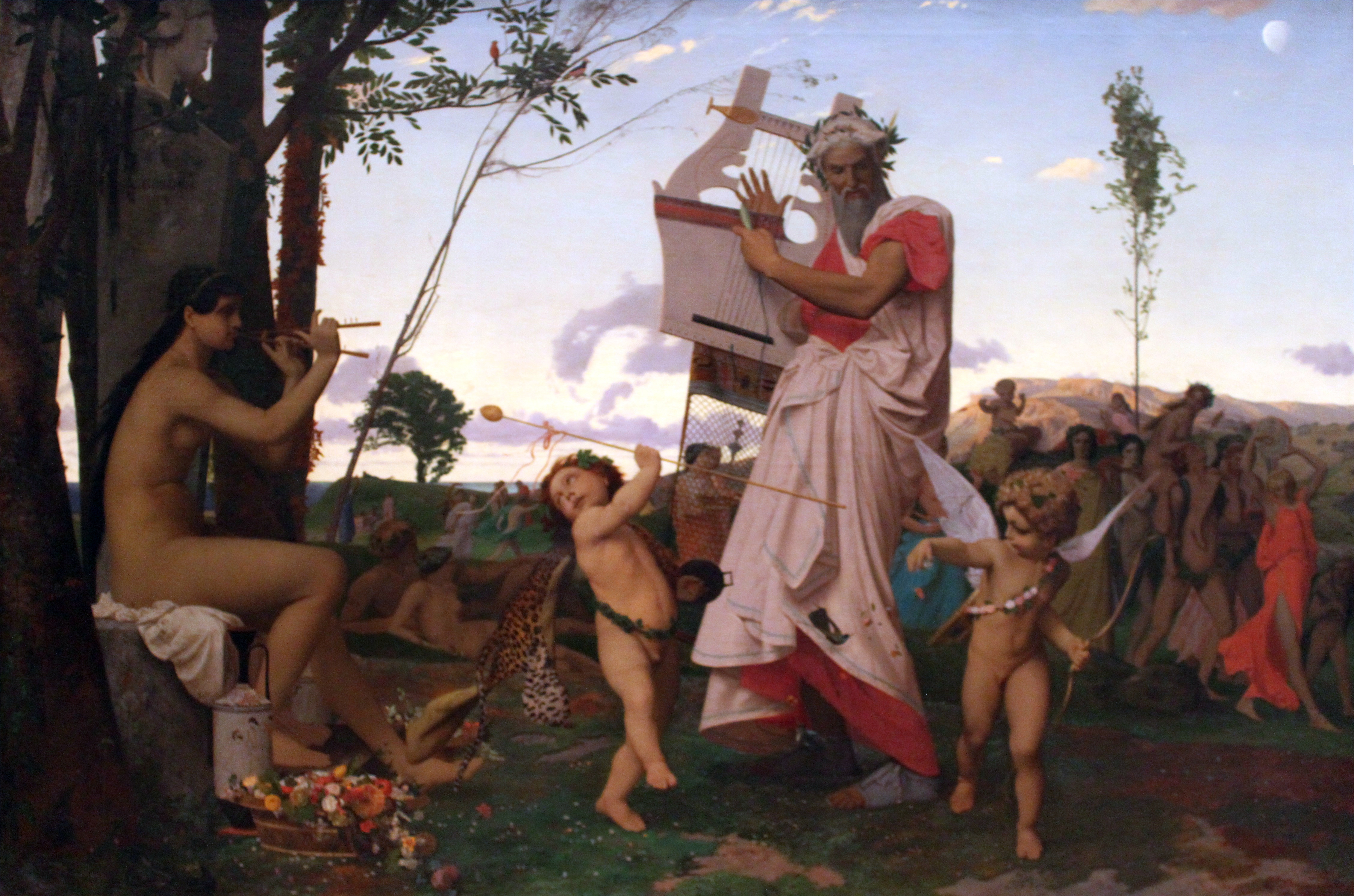
« Anacréon, Bacchus et l'Amour » par Gérôme, 1848. Musée des Augustins de Toulouse.

Du point de vue des thèmes abordés, l'« anacréontisme » se présente comme un style poétique correspondant à une philosophie de la vie: certains commentateurs académiques, influencés par les condamnations de l'Eglise (contre l'érotisme) et de l'État (contre l'incivisme) n'y ont vu qu'un parti-pris superficiel de ne considérer que les choses les plus agréables, les plus faciles, les voluptés légères, en assumant positivement leur caractère éphémère. C'est faire abstraction de la gravité qui sous-tend en négatif ces poèmes et cette philosophie, visible chez Anacréon : fatalité de la mort, vanité des systèmes politiques, hypocrisie des morales. Les poètes anacréontiques cultivent notamment, dans des formes brèves, un érotisme subtil et une mythologie gracieuse; leur lyrisme amoureux développe plus un art de vivre en résistance qu'une histoire personnelle. 

## Histoire

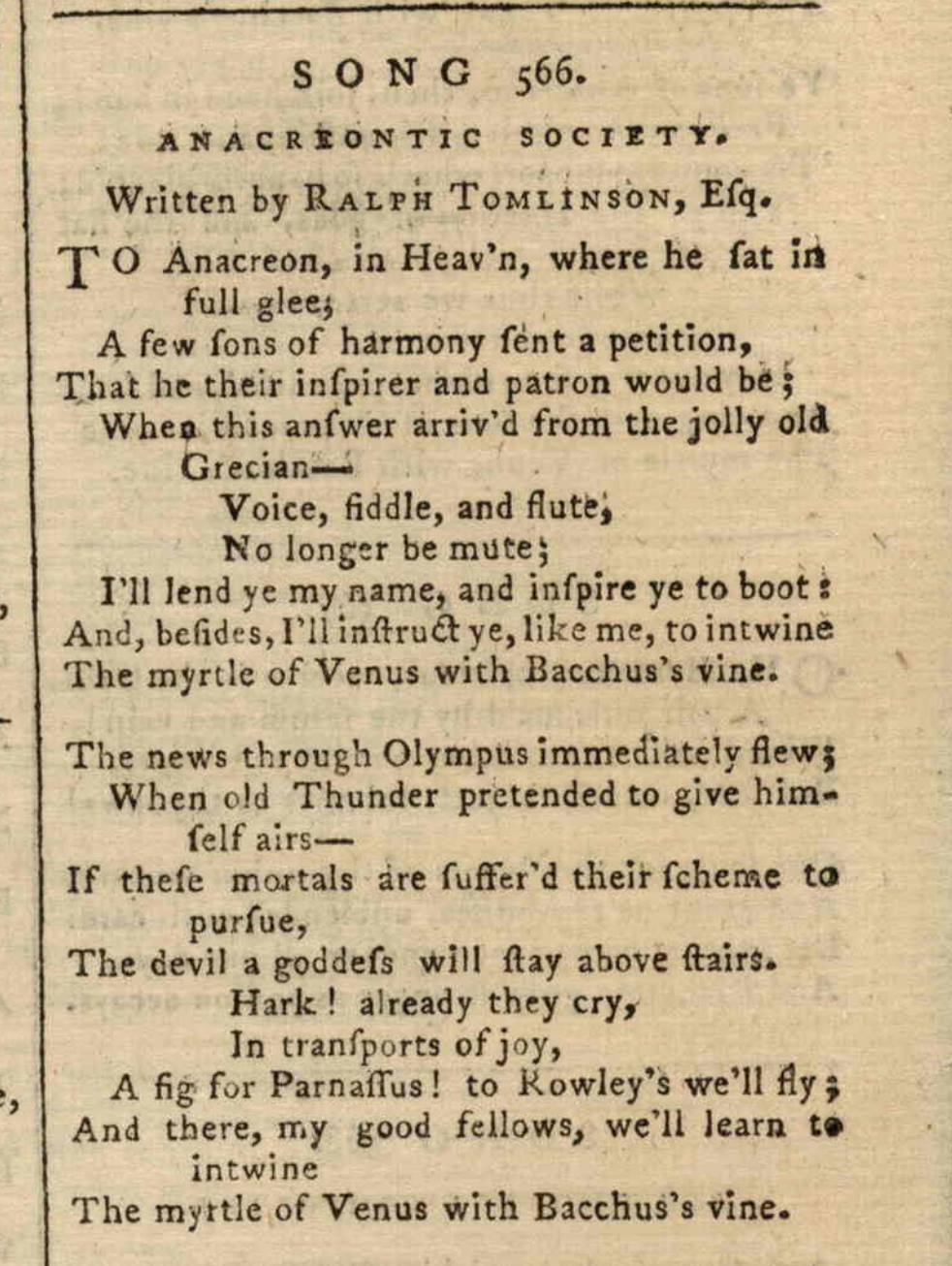
Première publication connue des paroles de « The Anacreontic Song »", dans The Vocal magazine, 1778.

L'anacréontisme est représenté chez les Latins notamment par Catulle. Dans la Florence de Laurent de Médicis, on cite le poète d'origine grecque Marulle. En France, l'édition des Odes d'Anacréon par Henri Estienne (1554) mit ce genre à la mode et il fut pratiqué par les poètes de la Pléiade (Rémy Belleau, Ronsard). Mais l'anacréontisme a été associé au XVIIIe siècle à des poètes peu connus, tels que l'abbé Guillaume de Chaulieu, dit « l'Anacréon du Temple », le chevalier de Évariste de Parny et ses Poésies érotiques, Gentil-Bernard et son Art d'aimer. En Angleterre, « The Anacreontic Song » (musique de John Stafford Smith sur un texte de Ralph Tomlinson (en)) a été un grand succès (1771). Quant à André Chénier, il a donné dans ses Bucoliques une transposition en français du ton et de l'inspiration du modèle grec — sans toutefois distinguer entre les poèmes dus à Anacréon et ceux dus à ses successeurs.  
Au XIXe siècle, les traductions de poèmes attribués à Anacréon se multiplient. Ces traductions, en fait largement fondées sur des compilations de l'époque hellénistique, connaissent un grand succès chez les poètes et les artistes de la deuxième moitié du siècle. Ainsi, Leconte de Lisle a livré une traduction des Odes anacréontiques qui a renouvelé l'intérêt pour cette esthétique chez des compositeurs comme Gabriel Fauré, Albert Roussel (Odes anacréontiques op. 31 et op. 32) ou encore Maurice Emmanuel (Trois Odelettes anacréontiques). Mais on peut également mentionner les traductions de Victor Hugo, Sainte-Beuve, Ambroise Firmin-Didot, ou encore d'Auguste Lacaussade, tandis qu'on voit Gérôme peindre un « Anachréon Bachus et l' Amour ». 

## «Anacréontique»: autre sens
Ce mot a servi à désigner des sociétés festives s'adonnant à la poésie. Il est par exemple employé par l'historien Arthur Dinaux quand il parle de l'Académie bocagère du Valmuse, goguette créée à Brunémont au XVIIIe siècle.